# Thomas Hirschhorn
Thomas Hirschhorn (Bern, 16 mei 1957) is een Zwitsers beeldend kunstenaar die internationale bekendheid verwierf door zijn spraakmakende installaties met een politieke lading. Hij woont en werkt in Parijs.

## Biografie
In de jaren '80 werkte hij in Parijs als graficus. Hij maakte deel uit van een groep communistische grafici genaamd Grapus. Deze kunstenaars hielden zich bezig met politiek en cultuur door het maken van spontane kunst op straat die zich bediende van de beeldtaal van de reclame. 
Nadat hij de groep had verlaten werd hij bekend door het maken van politiekgetinte installaties waarin hij overvloedig gebruikmaakt van gewone materialen zoals karton, folie, tape en plastic. Het gebruiken van dit soort algemeen beschikbare materialen is voor hem een politieke keuze. Zijn installaties zijn vaak speciaal gemaakt voor een bepaalde plek, soms buiten de galerie en vrij toegankelijk. Hirschhorn probeert met zijn werk nog steeds een 'boodschap' te verkondigen, net als eerder met Grapus. De Oostenrijkse schrijver en Nobelprijswinnaar Elfriede Jelinek stelde de relatie van de kunstenaar tot het marxisme ter discussie, maar in een interview uit 2008 beweerde de kunstenaar dat hij dat niet gevolgd had.

## Werk
Voor zijn installatie Cavemanman, getoond in de Barbara Gladstone Gallery in 2002, veranderde hij de galerieruimte in een soort grot met gebruik van hout, karton en tape en plaatste daarin verschillende symbolen uit de filosofie (bijvoorbeeld boeken) en de populaire cultuur (bijvoorbeeld affiches). In de zomer van 2009 was een reconstructie van zijn werk Cavemanman te zien tijdens de tentoonstelling Walking in my Mind in de Hayward Gallery in Londen. 
Hij gaf in het voorjaar van 2006 een gastcollege in het kader van de serie lezingen Image & Text: Writing Off The Page aan het School of the Art Institute of Chicago. 
Het werk Gramsci Monument dat hij in 2013 in the Bronx realiseerde was zijn eerste project in de Verenigde Staten. Deze hommage aan Antonio Gramsci is zijn laatste werk binnen een vierdelige serie die hij opdroeg aan zijn favoriete filosofen. Eerder droeg hij werk op aan Baruch Spinoza (in Amsterdam in 1999), aan Gilles Deleuze (in Avignon in 2000), en aan Georges Bataille (in Kassel in 2002). Deze werken in de openbare ruimte ontstonden als participatieprojecten voor daklozen en achtergestelde bevolkingsgroepen.

## Erkenning
- Hij ontving de Marcel Duchamp-prijs (2000/2001) in Parijs, waarna hij een tentoonstelling in het Centre Pompidou had.
- Hij werd in 2004 geëerd met de Joseph Beuys-prijs in Bazel.
- Hij ontving in 2011 de Kurt Schwitters-prijs in Hannover en maakte daar de buiteninstallatie 'Kurt Schwitters-Plattform' en de installatie 'Untere Kontrolle' in het Sprengel-Museum.[2]
- In 2011 nam hij voor Zwitserland deel aan de Biënnale van Venetië.

## Werken
Enkele werken zijn:
- 2 Tränen etc., video, 1995
- Remix Pizza, video, 1996
- World-Understanding Engine, 1996
- Skulptur Sortier Station, installatie, Georges Pompidou, Parijs, 1997
- Pilatus Transformator, installatie, 1997
- Archeology of Engagement, 2001
- Critical Laboratory, 2001
- Monument à Bataille, Kassel, 2002
- Musée précaire Albinet, Aubervilliers, 2004
- Swiss-Swiss Democracy, installatie, Centre culturel suisse, Maison Poussepin, Parijs, 2005
- Concretion, Centre d'art contemporain le Creux de l'enfer, Thiers, 2006
- Jumbo Spoons and Big Cake, installatie, Musée d'Art Contemporain de Montréal, Montreal, 2007

## Musea
Zijn werken zijn te zien in de collecties van verschillende musea voor moderne kunst waaronder het Museum of Modern Art, het Walker Art Center en de Tate Gallery.

## Tentoonstellingen
- 1994: Jeu de Paume, Parijs
- 2001: Kunsthaus Zürich, Zürich
- 2002: Documenta 11, Kassel
- 2004: Palais de Tokyo, Parijs: 24H Foucault » (Auditorium)
- 2004: Centre Culturel Suisse, Parijs
- 2005: Pinakothek der Moderne, München
- 2005: Bonnefantenmuseum, Maastricht
- 2008: Secessionsgebouw, Wenen